# The Golden Temple
The Golden Temple è un documentario del 2012 diretto da Enrico Masi, ambientato nell'Est di Londra durante i preparativi per i Giochi Olimpici del 2012. Attraverso le testimonianze degli abitanti il film racconta i cambiamenti della vita delle persone di fronte alla riqualificazione urbana promessa per il grande evento sportivo.
Il film è stato  selezionato alle Giornate degli autori alla 69ª Mostra internazionale d'arte cinematografica di Venezia.

## Trama
Negli anni che precedono i Giochi della XXX Olimpiade, l'est di Londra, futura sede del Parco Olimpico, è un fermento di cantieri. Tra le motivazioni che hanno spinto il Comitato Olimpico a scegliere la capitale britannica come sede dei Giochi c'è infatti la promessa di riqualificare quest'area, considerata una delle più povere di tutta la Gran Bretagna. Il film si muove in questo contesto carico di aspettative mostrando, attraverso le testimonianze degli abitanti e dei lavoratori, i cambiamenti nel tessuto urbano e sociale provocati dall'allestimento del grande evento sportivo.
Il tema della difficile convivenza tra eventi di massa e vita quotidiana degli abitanti viene ribadito attraverso l'apparizione di tre templi simbolici, ai quali si riferisce il titolo del film. In primo luogo lo stadio, il tempio dell'intrattenimento e del gioco, che una testimonianza nel film spiega essere costruito sopra scorie radioattive. Un secondo tempio simbolico, dedicato al consumismo, è Westfield Stratford City, il centro commerciale più grande d'Europa, costruito in modo da essere passaggio obbligato per molti degli spettatori delle Olimpiadi. Il terzo tempio è quello composto dalle numerose comunità religiose, spesso di stampo pentecostale, che si muovono nell'area alla ricerca di nuovi proseliti.
Intorno a questi tre templi d'oggi si incontrano i vari personaggi che raccontano le loro speranze e delusioni rispetto alla rigenerazione urbana del quartiere. Tra di essi: Mike, fotoreporter che vive in una barca nei canali industriali di Londra; John, imprenditore capitalista; Sue, guida olimpica orgogliosa del progetto di riqualifica; l'apostolo Ben, Generale di Dio, evangelizzatore ghanese che predica in tenuta militare.
Nel film appare anche lo scrittore inglese Iain Sinclair che lancia una critica alla militarizzazione della città di Londra con la scusa delle Olimpiadi, tesi contenuta anche nel suo libro Ghost Milk.

## Produzione
Il film è prodotto dalla Caucaso Factory in collaborazione con Aplysia, Dupleix e Nordeste. La consulenza mediatica, la distribuzione e la presentazione del film sono state effettuate da ESNA European Higher Education News da Berlino.

## Riconoscimenti
- 2012 - Sulmonacinema Film Festival
  - Miglior colonna sonora